# Vanadium
Vanadium – włoski zespół hardrockowy i heavymetalowy, funkcjonujący w latach 1979–1990 i 1995–1996.

## Historia
Był to jeden z pierwszych włoskich zespołów heavymetalowych, które odniosły sukces na rodzimym rynku. Został założony w 1979 roku przez gitarzystę Steve'a Tessarina, do którego dołączyli wokalista Pino Scotto, klawiszowiec Ruggero Zanolini, basista Fortu Sacca i perkusista Americo William Costantino. Nazwa zespołu pochodziła od wanadu, a ponieważ pierwiastek ten jest używany do produkcji narzędzi, w logo zespołu umieszczono klucz. Grupa, zainspirowana m.in. Deep Purple, Uriah Heep i Rainbow, grała początkowo w lokalnych klubach, zanim nie podpisano kontraktu z wytwórnią Durium Records na wydanie singla pt. „We Want Live Rock & Roll”, a następnie na wydanie albumów studyjnych. Powołanie Tessarina do służby wojskowej spowodowało tymczasem zatrudnienie zastępczego gitarzysty, Claudio Acquiniego. W tym czasie do grupy dołączyli basista Domenico Prantera i perkusista Lio Mascheroni. W 1982 roku ukazał się debiutancki album Vanadium pt. Metal Rock.
Po powrocie Tessarina do zespołu Vanadium nagrało dwie kolejne płyty: A Race with the Devil (1983) i Game Over (1984). Drugi z tych albumów sprzedał się w 35 000 kopii mimo faktu, że heavy metal nie był promowany w kraju, a sam zespół niewiele koncertował. W 1985 roku wydano album typu koncertowego pn. On Streets of Danger, w którym do nagranych wcześniej piosenek dograno odgłosy publiczności. W 1986 roku ukazał się czwarty album studyjny grupy, zatytułowany Born to Fight, który sprzedał się w liczbie 40 000 egzemplarzy. Ponadto Vanadium w tym okresie cieszyło się częstą ekspozycją we włoskim kanale telewizyjnym Videomusic.
Wydany w 1987 roku album pt. Corruption of Innocence, wyprodukowany w stylu glammetalowym, spowodował krytykę fanów i zwrócenie się ich w stronę cięższych włoskich grup, jak Bulldozer i Extrema. Po bankructwie Durium Records grupa podpisała kontrakt z Green Line Records. W 1989 roku ukazał się album Seventheaven, nagrany w stylu AOR. Porażka komercyjna spowodowała rozpadnięcie się grupy. W 1995 roku zespół na krótko reaktywował się i nagrał włoskojęzyczny album Nel cuore del caos, po czym ponownie się rozwiązał.

## Dyskografia
- Metal Rock (1982)
- A Race with the Devil (1983)
- Game Over (1984)
- On Streets of Danger (1985, koncertowy)
- Born to Fight (1986)
- Corruption of Innocence (1987)
- Seventheaven (1989)
- Nel cuore del caos (1995)